# Je sais tout

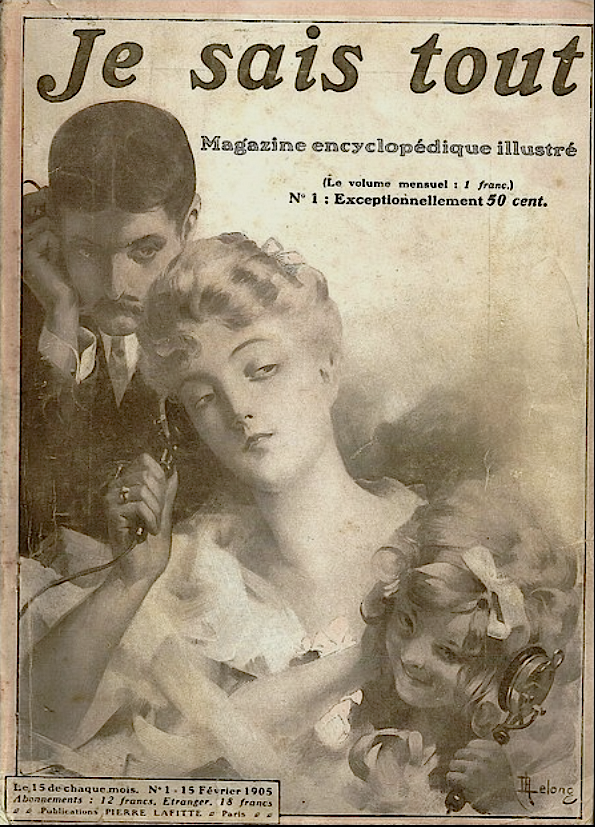
Je sais tout Nr. 1

Je sais tout (Ich weiß alles) war eine französische Monatszeitschrift, die von 1905 bis 1939 bestand und hauptsächlich populärwissenschaftliche Artikel und Kurzgeschichten veröffentlichte. Insbesondere sind in Je sais tout die ersten Abenteuer von Arsène Lupin erschienen.

## Geschichte

### Technik
Die erste Ausgabe der Monatszeitschrift – die als „illustrierte enzyklopädische Zeitschrift“ definiert wurde – erfolgte am 15. Februar 1905 zu einem Einführungspreis von 50 Centimes. Auf dem Titelbild war eine Familie abgebildet, Mutter, Vater und Kind, die jeweils einen Telefonhörer am Ohr hatten. Je sais tout erschien bis Juli 1914 regelmäßig am 15. jedes Monats und wurde zum Preis von 1 Franc verkauft. Die Zeitschrift im Format 17,5 cm × 24,5 cm hatte oft mehr als 100 Seiten: In den ersten Lieferungen waren es 128 Seiten, mit farbigem Umschlag und schwarz-weißem Innenteil, darunter auch dreifarbige Bilder im Off-Text. Das Logo und die Figur der Zeitschrift – der „Vater Je sais tout“ – wurden von dem Maler Grün entworfen. Die ersten angekündigten Auflagenzahlen lagen bei 250.000 Exemplaren. Nach einigen Ausgaben erhielt Je sais tout einen neuen Untertitel: „encyclopédie mondiale illustrée“ (illustrierte Weltenzyklopädie).

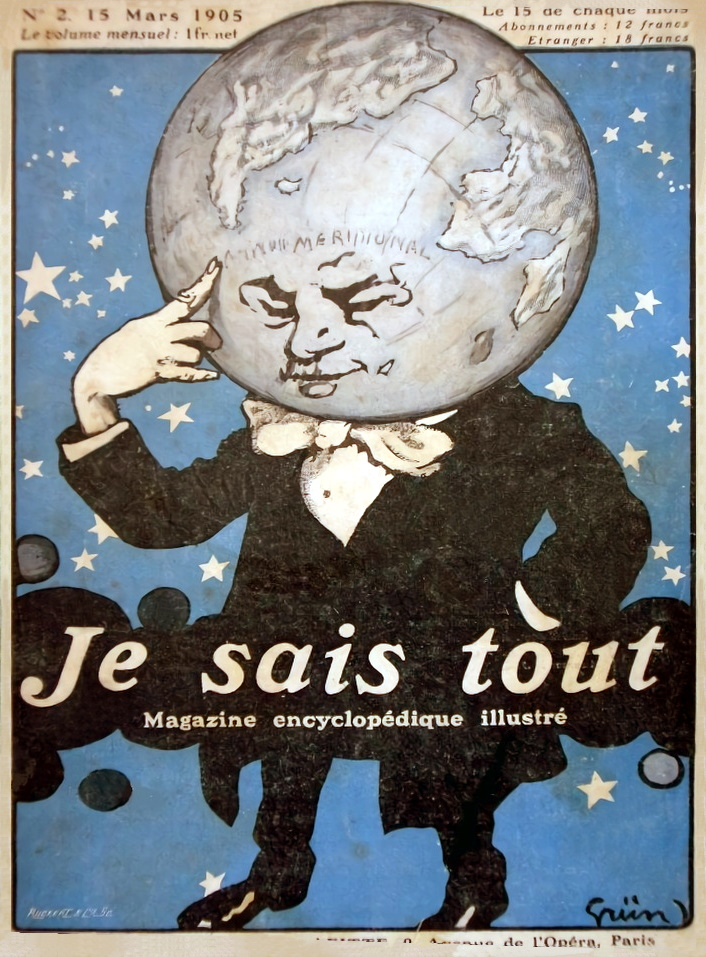
Je Sais tout Nr. 2

Pierre Lafitte, der mit La Vie au grand air 1898 ein mit Fotografien illustriertes Sport- und Freizeitmagazin erfunden hatte, führte Je sais tout als innovative Zeitschrift ein, die als populärwissenschaftliche Zeitschrift bezeichnet wurde und sich an die breite Öffentlichkeit oder die Familie richtete, ohne jedoch wirklich Pionierarbeit zu leisten: The Strand Magazine, National Geographic oder Jugend waren Vorläufer.
Zunächst wurden die Illustrationen im Autotypie-Verfahren produziert; ab der Ausgabe 100 wurde das Magazin im Rotationstiefdruckverfahren gedruckt. Je sais tout stellte einen kulturellen und marketingtechnischen Wendepunkt dar, da das Magazin in einem Format, das später nachgeahmt wurde, sehr schnell einen populären Erfolg erzielte.

### Entwicklung
Je sais tout durchlief drei Phasen. Die erste umfasste die Jahre 1905–1914, die zweite die Kriegs- und Nachkriegsjahre (1915–1922) und die letzte die Jahre 1922–1939. Der erste Chefredakteur war Henri Barbusse im Jahr 1905, der später von Jacques des Gachons abgelöst wurde, der fast fünfzehn Jahre lang blieb.
Kurz vor dem Start der Zeitschrift kontaktierte Pierre Lafitte im Rahmen einer Werbekampagne zufällig 150 Personen aus dem Telefonbuch und ließ die Frage stellen: „Was wissen Sie?“. Den Gewinnern, die mit „Je sais tout“ antworteten, bot er als Preis ein Jahresabonnement an. In den folgenden Ausgaben wurde ein erster „Prix Je sais tout“ (1905) organisiert, mit dem die besten Literaturkritiken oder Reportagen, die die Leser der Redaktion vorlegen konnten, ausgezeichnet wurden.
Im Oktober 1907 fusionierte der Titel mit Le Petit magazine de la jeunesse, das ebenfalls von Lafitte im November 1905 gegründet worden war. Mit dem Ersten Weltkrieg setzte das Magazin nach einer sechsmonatigen Unterbrechung seine monatlichen Ausgaben fort und wurde zum „Magazin der Aktualität und der nationalen Energien“. 1921 wurde ein neuer jährlicher Preis eingeführt, mit dem ein französisches Manuskript ausgezeichnet werden sollte, das die Fortsetzung des Werks von Jules Verne darstellt, „indem es die wissenschaftlichen Möglichkeiten der Zukunft berücksichtigt und es versteht, der Erzählung ein gleichwertiges Interesse zu verleihen“.
Im Februar 1922 wurde vom Verlagshaus Hachette, das das Magazin 1916 aufgekauft hatte, eine neue Unterzeile mit dem Titel La grande revue de vulgarisation scientifique (Die große populärwissenschaftliche Zeitschrift) eingeführt, eine Serie, die später den Untertitel La revue de la découverte (Die Entdeckerzeitschrift) erhielt und im September 1939 mit einem Titelbild endete, das einen Soldaten mit einer Gasmaske zeigte. Die Ausgaben dieses zweiten Formats erschienen jeweils am 1. des Monats. Im Oktober ging die Zeitschrift in Lectures pour tous auf. Insgesamt erschienen 405 Ausgaben.
Im Mai 1939 verwendete Hachette den Titel wieder für ein Jugendmagazin namens Je sais tout, l’aventure humaine de tous les temps, das nach 49 Ausgaben eingestellt wurde.

### Serien

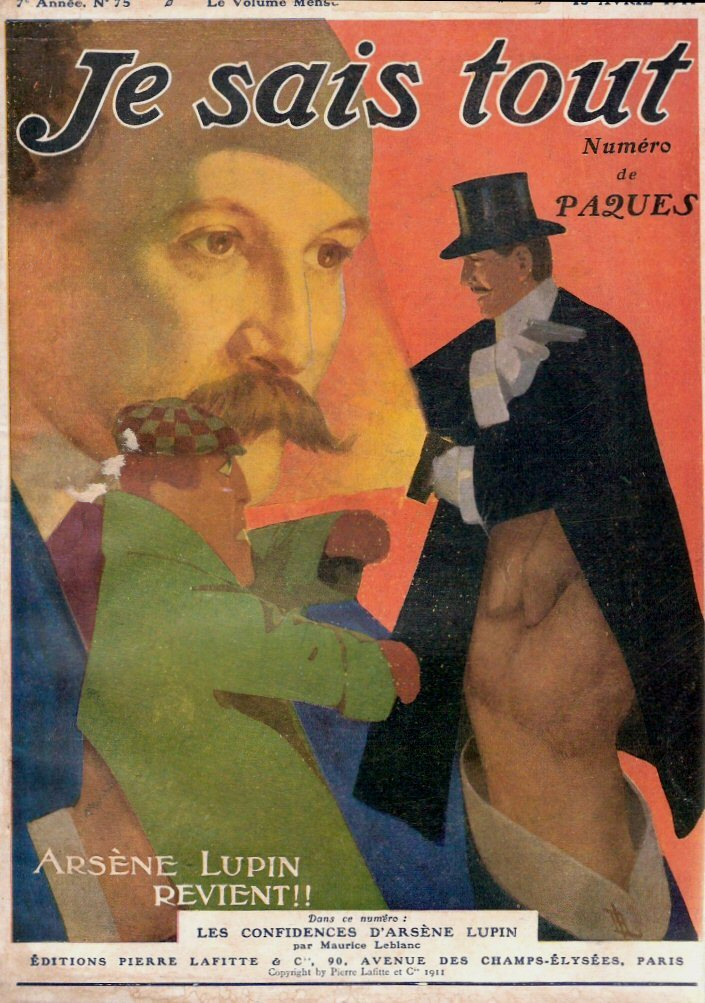
Je sais tout Nr. 75

- Arsène Lupin: Von 1907 bis 1913 erschienen 4 unveröffentlichte Serien mit 21 Abenteuern des Gentleman-Gauners, aus der Feder von Maurice Leblanc;
- Arthur Conan Doyle: Je sais tout veröffentlichte sowohl bis dahin in Frankreich unbekannte Sherlock-Holmes-Geschichten als auch weitere Texte Doyles; darunter auch eine Autobiographie.

## Mitarbeiter
Zu den Textern zählten:
- Tristan Bernard
- Frédéric Boutet
- Jules Claretie
- Pierre Decourcelle
- Maurice Dekobra
- Lucien Descaves
- Jacques des Gachons
- Arthur Conan Doyle
- Camille Flammarion
- Franc-Nohain
- Sacha Guitry
- Bernhard Kellermann
- Henri Lavedan
- Maurice Leblanc
- Camille Lemonnier
- Gaston Leroux
- André de Lorde
- Catulle Mendès
- Gaston de Pawlowski
- Henri de Régnier
- Maurice Renard
- Jean Richepin
- J.-H. Rosny aîné
- Edmond Rostand
- H. G. Wells

Als Zeichner fungierten unter anderem:
- Roger Broders
- Leonetto Cappiello
- André Devambez
- Abel Faivre
- Jean-Louis Forain
- Charles Dana Gibson
- Jules Grün
- Charles Hoffbauer
- František Kupka
- Edward Loevy
- Félix Lorioux
- Manuel Orazi
- Sem
- Simon Harmon Vedder